# RTK Germania Köln

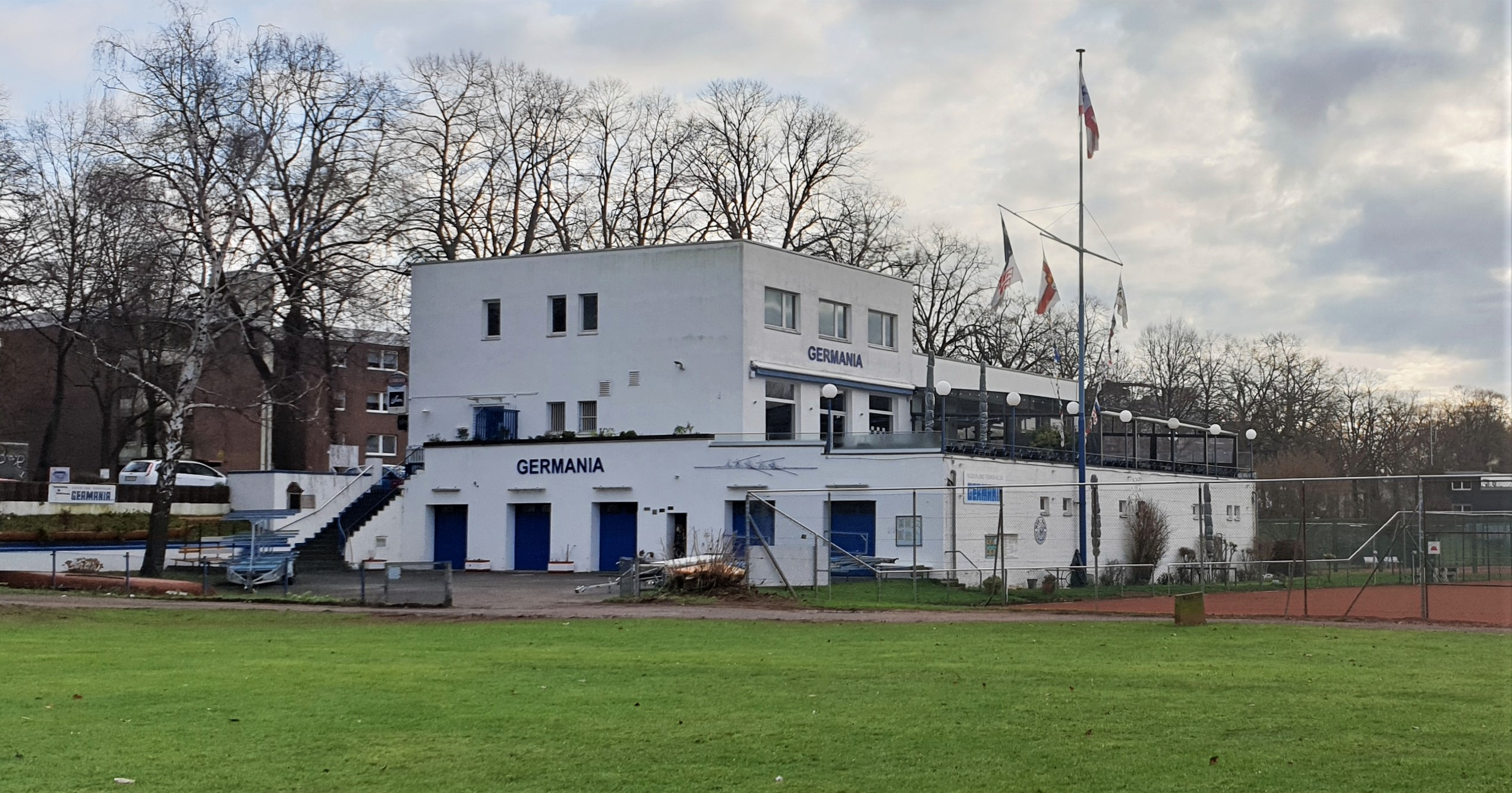
Vereinshaus der Germania, mit Gastronomie im Obergeschoss, Bootshalle im Erdgeschoss und Tennisplätzen am Rheinufer.

Der RTK Germania Köln ist einer der ältesten Ruderverein der Stadt Köln. Das Vereinsgelände der auch im Tennis aktiven Germania liegt unweit des Rheinufers im rechtsrheinischen Kölner Stadtteil Poll.

## Geschichte
Die Germania geht auf den bereits 1900 gegründeten RV Hohenzollern zurück, der nach einer Insolvenz 1905 unter neuem Namen umgebildet wurde. Damit ist die Germania der älteste aktive rechtsrheinische sowie insgesamt drittälteste aktive Ruderverein innerhalb Kölns. 1914 erfolgte auf den Poller Wiesen die Grundsteinlegung des ersten und eigens von Wilhelm Riphahn entworfenen Bootshauses. Seit 1926 ist die Germania zudem im Tennis aktiv und besitzt heute sechs Tenniscourts.
Erste Erfolge im Rudern feierte die Germania unter anderem 1922 und 1923 mit dem jeweils zweiten Platz bei den Deutschen Meisterschaften im Zweier sowie Vierer ohne Steuermann. Wichtigste Leistungsträger waren in der Zwischenkriegszeit die beiden Brüder Fritz und Willy Wildeshaus. Eine rege sportliche Rivalität entwickelte sich außerdem zum Kölner RV 1877 und der Kölner RG 1891, den im linksrheinischen Stadtteil Rodenkirchen ansässigen ältesten Rudervereinen Kölns.
Nach dem Ende des Zweiten Weltkrieges geriet die Germania zunächst in Notlage. Das schmucke Bootshaus war einem Bombenangriff zum Opfer gefallen und konnte erst 1964 in moderner Bauweise saniert werden. Dennoch stellten sich erneut durch Teilnahmen einzelner Mitglieder an Europa- und Weltmeisterschaften sportliche Erfolge ein. 1971 wurde Peter Lange im Leichtgewichtseiner Deutscher Meister und zwischen 1972 und 1981 erreichte die Germania unter anderem zahlreiche Podiumsplätze bei Deutschen Meisterschaften im Leichtgewichtsachter, Doppelzweier und Doppelvierer. Erwähnenswerte Leistungsträger waren während dieser Zeit Helmut Latz, Norbert Kothe und Helmut Wolber. 1976 holte der gemeinschaftliche Leichtgewichtsachter mit Ruderern der Germania, des Kölner RV 1877 und des RC Tegel 1886 ferner die Goldmedaille bei den Weltmeisterschaften in Villach.
1986 gewann die im Kölner Regattaverband aktive Germania für im selben Jahr erbrachte Leistungen im Wanderrudern den begehrten Georg-Winsauer-Preis. Seitdem konzentriert sich die Germania auf den Breitensport und nimmt mit Auswahlmannschaften an entsprechenden regionalen Regatten teil. Im ausgebauten Bootshaus werden darüber hinaus Matineen veranstaltet sowie ein Restaurant mit Sonnenterrasse betrieben.

## Erfolge (Auswahl)
Gelistet werden nur Podiumsplatzierungen bei offiziellen Deutschen Meisterschaftsrennen ohne Juniorenwettbewerbe.
- 1922  Zweiter im Zweier ohne Steuermann
- 1922  Zweiter im Vierer ohne Steuermann
- 1923  Zweiter im Zweier ohne Steuermann
- 1971  Zweiter im Leichtgewichtseiner
- 1972  Deutscher Meister im Leichtgewichtsachter
- 1973  Deutscher Meister im Doppelzweier
- 1973  Deutscher Meister im Leichtgewichtsachter
- 1974  Deutscher Meister im Leichtgewichtsachter
- 1974  Deutscher Meister im Doppelzweier
- 1975  Deutscher Meister im Doppelzweier
- 1976  Dritter im Zweier mit Steuermann
- 1976  Zweiter im Vierer mit Steuermann
- 1976  Deutscher Meister im Leichtgewichtsachter
- 1976  Deutscher Meister im Achter
- 1977  Zweiter im Doppelvierer
- 1978  Dritter im Doppelvierer
- 1980  Dritter im Doppelzweier
- 1980  Dritter im Doppelvierer
- 1981  Dritter im Frauen-Riemenvierer
- 1983  Dritter im Einer